# Диски Маха

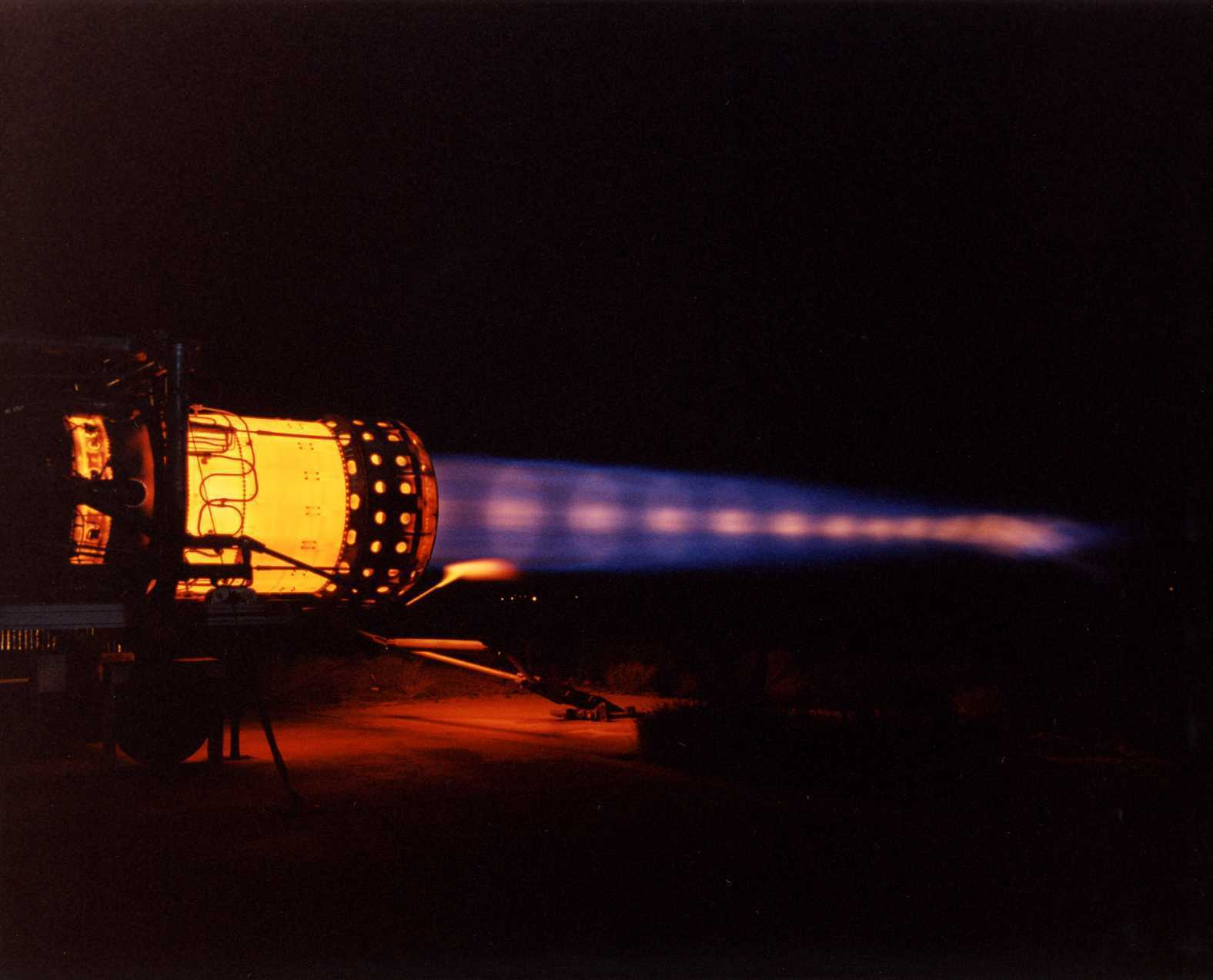
Турбореактивный двигатель Pratt & Whitney J58 на форсаже, видны диски Маха

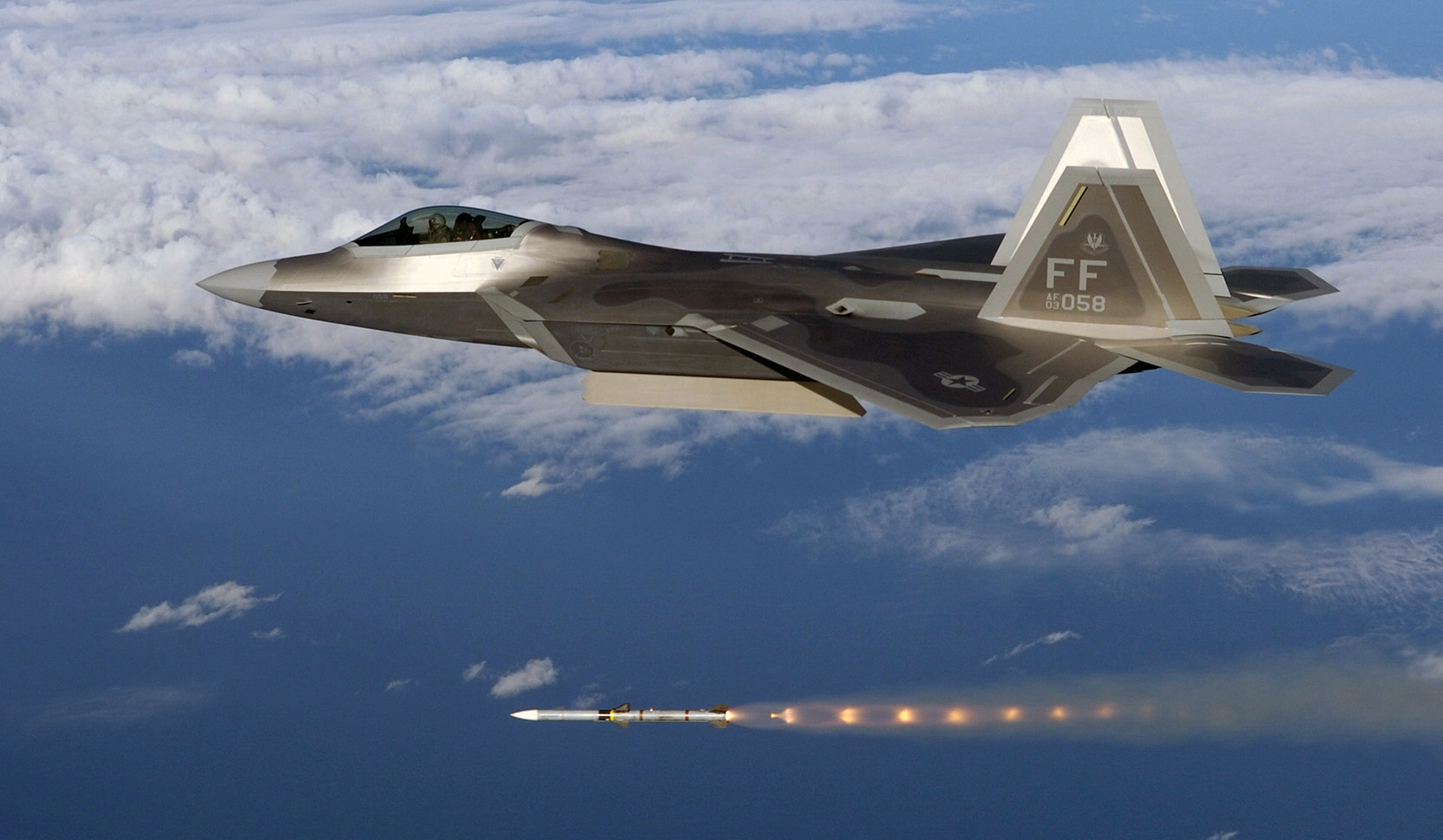
Диски Маха в струе реактивного двигателя ракеты, запущенной с самолёта

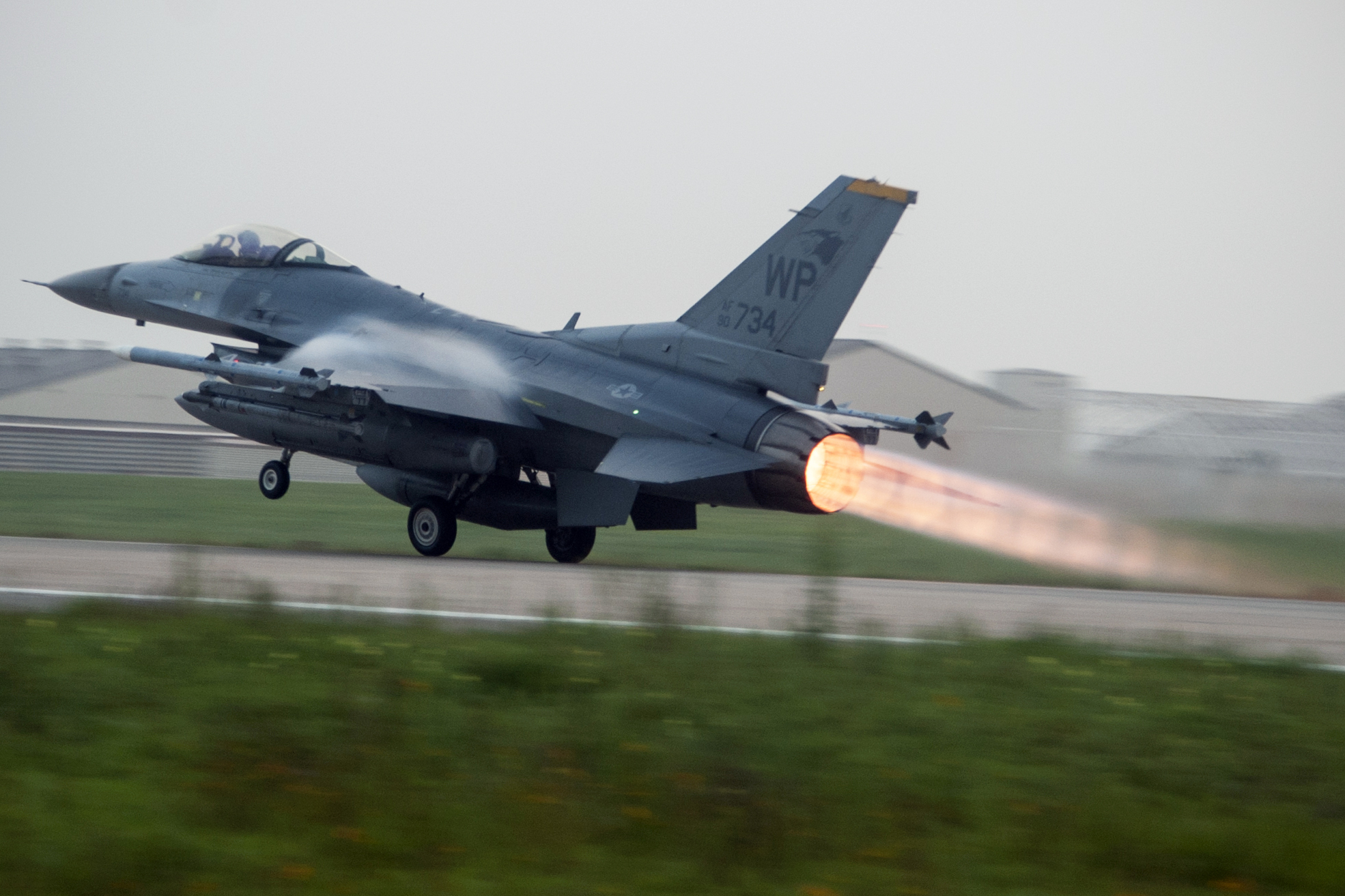
Диски Маха в реактивной струе двигателя и эффект Прандтля — Глоерта над крылом самолёта

Ди́ски Ма́ха (кольца Маха) — стационарные повторяющиеся волновые образования в сверхзвуковой струе газов, исходящих, например, из сопел турбореактивных, прямоточных и ракетных двигателей. Диски Маха становятся видимы при сгорании топлива вне двигателя. В турбореактивном двигателе это возможно при включении форсажа.

## Механизм образования
Диски Маха образуются в сверхзвуковой струе исходящих газов, давление которых на срезе сопла немного больше или меньше атмосферного. На выходе из сопла атмосферное давление расширяет/сжимает недорасширенную/перерасширенную струю газа, что приводит к изменению направления движения внешних слоёв газа от осевого к радиальному. Изменение направления сверхзвукового потока газа происходит на косых ударных волнах. Там, где направление потока газа снова становится параллельным центральной линии потока, располагается первая прямая ударная волна. Струя газов, проходя через прямой скачок сжатия, разогревается и воспламеняет несгоревшее топливо, делая видимым первый диск Маха. Светящаяся область может иметь форму диска или ромба.
Расстояние от среза сопла до первого диска Маха можно приближённо определить по следующей формуле:
{\displaystyle x=0.67D_{0}{\sqrt {\frac {P_{0}}{P_{1}}}}},
где D0 — диаметр среза сопла,
P0 — давление потока на срезе сопла,
P1 — атмосферное давление.
При прохождении через прямой скачок сжатия в диске Маха давление газа может стать выше атмосферного. Тогда процесс расширения повторяется с завершающим образованием следующего диска Маха. Этот периодический процесс сжатия/расширения был бы бесконечным, если бы не влияние вязкости газа на демпфирование колебаний давления.